# Дворики (деревня, Тульская область)
Дворики — деревня в Воловском районе Тульской области России.
В рамках административно-территориального устройства является центром Двориковского сельского округа Воловского района, в рамках организации местного самоуправления — административный центр Двориковского сельского поселения.

## География
Расположена в 16 км к юго-востоку от районного центра, посёлка городского типа Волово, и в 88 км к юго-востоку от областного центра, г. Тулы. 

## Население
| 2002 | 2010 |
| ---- | ---- |
| 353  | ↘331 |